# I Wanna Be Sedated
"I Wanna Be Sedated" je jedna od najpoznatijih pjesama američkog punk rock sastava Ramones. Pjesma je prvobitno objavljena na četvrtom albumu sastava, Road to Ruin, u rujnu 1978. godine te je B-singl pjesme "She's the One", objavljene 21. rujna 1978. godine. Pjesma je kasnije ponovno objavljena kao singl u Nizozemskoj 1979. godine, i u SAD-u 1980. godine.

## Pozadina
"I Wanna Be Sedated" napisao je Joey Ramone. U intervju o pjesmi, Joey je objasnio refren:
»Pjesma je o putu. Napisao sam je 1977., kroz 78. Dakle, Danny Fields bio je naš prvi menadžer koji nas je ubijao od posla. Putovali bi 360 dana na godinu, i otišli smo u Englesku, u vrijeme Božićnih praznika, a u Londonu se grad tada zatvara. Nema ništa za raditi, nikamo za ići. Eto nas u Londonu po prvi puta u životu, a ja i Dee Dee Ramone dijelili smo sobu u hotelu, i jedan od nas gledao je film Topovi s Navaronea. Pa nije bilo ništa za raditi, eto nas u Londonu konačno, a to je što mi radimo, gledamo američke filmove u hotelskoj sobi.«

## Glazbeni video
Glazbeni video za pjesmu režirao je Bill Fishman, a objavljen je u rujnu 1988. godine, oko deset godina nakon prvobitne objave pjesme, kako bi promovirao kompilacijski album Ramones Mania. Poznati video prikazuje Ramonese kako sjede za stolom (s lijeva na desno: Johnny, Joey, Marky i Dee Dee), nonšalantno čitaju i jedu corn flakes. U međuvremenu, u pozadini se počnu pojavljivati skupine ljudi, kao što su časne sestre, akrobati, balerine, čudovišta, navijačice, klaunovi, doktori, fetiš medicinske sestre, i mlade djevojke pušačice. Snimka je namjerno ubrzana kako bi se prikazala napetost pozadine, dok Ramonesi sjede za stolom u normalnoj brzini. Ovo je postignuto jako sporim kretanjem Ramonesa dok su se svi u pozadini kretali normalno. U videu se pojavljuje i Courtney Love.
Fotografija glazbenog zapisa pojavljuje se u izdanju jedanaestog albuma sastava Brain Drain iz 1989. godine, iako se pjesma ne pojavljuje na samom albumu.

## Recenzije
"I Wanna Be Sedated" našla se na 145. mjestu Rolling Stone'ove liste 500 najboljih pjesama svih vremena. Marky Ramone bubnjar je na pjesmi.

## Zasluge
- Joey Ramone – vokali
- Johnny Ramone – gitara
- Dee Dee Ramone – bas-gitara, prateći vokali
- Marky Ramone – bubnjevi